# Parque nacional Isla Ganado Salvaje
Isla Wild Cattle es un parque nacional en Queensland (Australia), ubicado a 424 km al noroeste de Brisbane. El parque forma parte de la Gran barrera de coral, declarada Patrimonio de la Humanidad por la Unesco en el año 1981.
La isla Ganado Salvaje es una isla en estado natural en las arenas Tannum, en la parte sur de las playas principales, en el arroyo Ganado Salvaje. Los visitantes pueden acceder a la isla por barco cruzando el arroyo o caminando en marea baja. No es recomendable cruzar a nado debido a las fuertes corrientes del arroyo. El acceso de vehículos todo terreno está reservado a residentes del área. 
En la isla suelen anidar las tortugas bobas, las tortugas planas y las tortugas verdes.

## Actividades
- La isla tiene zonas pagas para acampar solicitando permiso, pero no ofrece servicios.
- Toda la superficie de la isla puede ser recorrida a pie.
- Está permitido navegar hasta la isla en botes privados. Los navegantes deben estar familiarizados con los peligros de navegar en esta parte de la costa y deben tener cuidado con la flora y la fauna.
- Las playas más recomendadas son las de las arenas Tannum, las cuales tienen servicio de salvavidas en las fechas de mayor afluencia.
- Se puede observar aves marinas como el alcaraván picogrueso australiano, el ostrero negro australiano y especies migratorias.
- La pesca incluye barramundi, salmón australiano y cangrejos.
- Se debe tener precaución del lado del arroyo dado que se han avistado cocodrilos marinos.